# Соломон II (епископ Констанца)
Соломон II Констанцский (нем. Salomo II. von Konstanz) — епископ Констанца, занимавший кафедру в период с 875 по 889 годы.

## Биография
Соломон был племянником констанцского епископа Соломона I, и получил образование в аббатстве Райхенау, вероятно, у Лиутберта, будущего архиепископа Майнца.
В конце 875 года он был избран предстоятелем констанцской епархии, хотя письменно его имя впервые встречается лишь в 876 году в грамоте тогда ещё принцепса Алемании Карла III в связи с территориальным обменом на Рейне.
Уже в самом начале своей деятельности он оказался в ближайшем окружении Людвига Немецкого, и впоследствии часто выполнял королевские поручения. Так, уже в 876/877 годах он по заданию Карла III отправился в основанное святым Колумбаном аббатство Люксей (в современном городе Люксёй-ле-Бен), и ещё в 886 году был легатом императора, а также, с большой долей вероятности, принадлежал к придворной капелле короля Арнульфа.
В качестве епископа он уделял особое внимание монастырю Райнау в современной общине Райнау (Цюрих), и в 877 году совершил пастырскую поездку по вверенной ему епархии. По ряду косвенных свидетельств, при Соломоне II в Констанце был организован епархиальный синод. Кроме прочего, он, кажется, поддерживал тесный контакт с монахом Санкт-галленского аббатства Ноткером Заикой: известны 17 его писем Ноткеру, написанных в период между 876 и 878 годами, и позднее частично переработанных для Соломона III.